# Gianluigi Ceruti
Gianluigi Ceruti (Rovigo, 10 febbraio 1937 – Rovigo, 8 agosto 2025) è stato un politico e avvocato italiano.

## Biografia
Avvocato impegnato attivamente sui temi dell'ambientalismo, è stato vicepresidente nazionale dell'associazione Italia Nostra dal 1980 al 1990.
Con le liste Verdi viene eletto alla Camera dei Deputati nel 1987, nella Circoscrizione Verona-Padova-Vicenza-Rovigo. In Parlamento è fra i promotori della legge generale sui Parchi nazionali e le altre aree naturali protette, terrestri e marine (legge n. 394 del 6 dicembre 1991), che introdusse la "Carta della Natura". Rimane a Montecitorio per tutta la X Legislatura, che si conclude nell'aprile 1992, e successivamente non è stato ricandidato. Ha fatto parte della giunta per le autorizzazioni a procedere e delle Commissioni Finanze e Istruzione.
Dal 1992 al 2003 (con un'interruzione) è stato presidente della Consulta tecnica per le aree naturali protette, organo di consulenza del Ministero dell'ambiente e della tutela del territorio e del mare.
Titolare di uno studio legale a Rovigo, ha avuto nel 1998 un incarico di insegnamento all'Università di Camerino. Dal 2001 al 2006 è stato consigliere dell'Ente Parco nazionale d'Abruzzo, Lazio e Molise.